# Diuca alablanca
El diuca alablanca (Idiopsar speculifer) és un ocell de la família dels tràupids (Thraupidae).

## Hàbitat i distribució
Habita vessants rocosos, praderies a la puna, dormint en coves de nit. Habita els Alts Andes en zona de Puna a Perú, oest-centre de Bolívia, nord-oest de Xile i nord-oest de l'Argentina.